# Henrik Sennström
Henrik Sennström, född 15 april 1985 i Luleå är en svensk fotbollsspelare.
Sennström är en mittfältare från Luleå som senast spelade med Umeå FC i Superettan där han gjorde åtta matcher. De två tidigare säsongerna i division 1 med UMEÅ FC var han ordinarie och hade stor del i klubbens avancemang till Superettan. Han har tidigare spelat i division 1 och 2 med Ersboda SK och division 3 med Luleå FF men har Sunderby SK som moderklubb där han är den mest meriterade spelaren som klubben har fått fram.
Sennström har på grund av knäskador tvingats sluta spela fotboll och satsar nu på den civila karriären inom bankvärlden. 

## Klubbar
- Sunderby SK (Moderklubb)
- Luleå FF 2006
- Ersboda SK 2007-2009
- Umeå FC 2010-2012